# Eatonina matildae
Eatonina matildae is een slakkensoort uit de familie van de Cingulopsidae. De wetenschappelijke naam van de soort is voor het eerst geldig gepubliceerd in 1996 door Rubio & Rodriguez Babio.